# Fort Atkinson (Wisconsin)
Fort Atkinson es una ciudad ubicada en el condado de Jefferson en el estado estadounidense de Wisconsin. En el Censo de 2010 tenía una población de 12 368 habitantes y una densidad poblacional de 820,36 personas por km².

## Geografía
Fort Atkinson se encuentra ubicada en las coordenadas 42°55′29″N 88°50′41″O / 42.92472, -88.84472. Según la Oficina del Censo de los Estados Unidos, Fort Atkinson tiene una superficie total de 15.08 km², de la cual 14,68 km² corresponden a tierra firme y (2,63 %) 0,4 km² es agua.

## Demografía
Según el censo de 2010, había 12 368 personas residiendo en Fort Atkinson. La densidad de población era de 820,36 hab./km². De los 12 368 habitantes, Fort Atkinson estaba compuesto por el 92,49 % de blancos, el 0,62 % eran afroamericanos, el 0,32 % eran amerindios, el 0,71 % eran asiáticos, el 0,02 % eran isleños del Pacífico, el 4,44 % eran de otras razas y el 1,4 % pertenecían a dos o más razas. Del total de la población el 9,12 % eran hispanos o latinos de cualquier raza.